# Andreas Schwaller
Andreas Schwaller –conocido como Andy Schwaller– (Recherswil, 8 de julio de 1970) es un deportista suizo que compitió en curling. Su hermano Christof compitió en el mismo deporte.
Participó en los Juegos Olímpicos de Salt Lake City 2002, obteniendo una medalla de bronce en la prueba masculina.
Ganó una medalla de plata en el Campeonato Mundial de Curling Masculino de 2001, y tres medallas en el Campeonato Europeo de Curling entre los años 1993 y 2006.

## Palmarés internacional
| Juegos Olímpicos   | Juegos Olímpicos                | Juegos Olímpicos  | Juegos Olímpicos |
| Año                | Lugar                           | Medalla           | Prueba           |
| ------------------ | ------------------------------- | ----------------- | ---------------- |
| 2002               | Salt Lake City (Estados Unidos) | Medalla de bronce | Equipo           |
| Campeonato Mundial |                                 |                   |                  |
| Año                | Lugar                           | Medalla           | Prueba           |
| 2001               | Lausana (Suiza)                 | Medalla de plata  | Equipo           |
| Campeonato Europeo |                                 |                   |                  |
| Año                | Lugar                           | Medalla           | Prueba           |
| 1993               | Leukerbad (Suiza)               | Medalla de bronce | Equipo           |
| 2001               | Vierumäki (Finlandia)           | Medalla de plata  | Equipo           |
| 2006               | Basilea (Suiza)                 | Medalla de oro    | Equipo           |